# راسیکو
راسیکو (به لاتین: Raasiku) یک منطقهٔ مسکونی در استونی است که در دهستان راسیکو واقع شده‌است. راسیکو ۳٫۱ کیلومتر مربع مساحت و ۱٬۳۷۸ نفر جمعیت دارد.